# Antimanual de sexo
Antimanual de sexo es una obra de Valérie Tasso publicada en 2008 por la editorial Temas de Hoy. En Antimanual de sexo, su autora parte de la premisa de que la realidad del sexo ha sido ocultada por la sobre exposición discursiva de lo que ella llama el discurso normativo del sexo (aquello de la naturaleza del sexo y de su puesta en escena que no nos perturba moralmente). El discurso normativo del sexo habría sido construido, siempre según la autora, sobre la base de una serie de clichés que intentan perpetuar un modelo de sexualidad coitocéntrico, falocéntrico y basado en el binomio pareja. Disconforme con la creencia general de que el que en nuestros días y en nuestra cultura hablar más de sexo equivalga a que hayamos trascendido el miedo al sexo, la autora opina que esa mayor deshinbinición para abordar la condición sexual humana sólo pretende ocultar la verdadera naturaleza de esa condición, llegando a afirmar que hablar de sexo ha dejado de ser tabú a cambio de que el tabú sea el propio sexo. Es por ello que a lo largo de la obra, Valérie Tasso intenta desarmar y explicar la realidad última de una cincuentena de esos tópicos o lugares comunes sobre el sexo. 
Desarrollado en un estilo directo y ameno, que combina la reflexión con la exposición de experiencias vitales, Antimanual de sexo ha sido considerado como un tratado hedonista de vida que trasciende la propia reflexión en torno a la sexualidad humana.